# Aalatettix
Aalatettix is een geslacht van rechtvleugeligen uit de familie doornsprinkhanen (Tetrigidae). De wetenschappelijke naam van dit geslacht is voor het eerst geldig gepubliceerd in 2002 door Zheng & Mao.

## Soorten
Het geslacht Aalatettix omvat de volgende soorten:
- Aalatettix gibbosa Zheng, Cao & Chen, 2011
- Aalatettix leshanensis Zheng, Cao & Chen, 2011
- Aalatettix longipulvillus Zheng & Mao, 2002